# Eric Woolfson
Eric Woolfson (ur. 18 marca 1945 w Glasgow, zm. 2 grudnia 2009 w Londynie) – szkocki piosenkarz i autor tekstów żydowskiego pochodzenia. Współzałożyciel The Alan Parsons Project i współtwórca repertuaru grupy.

## Życie prywatne
W 1969 roku Woolfson ożenił się z Hazel, z którą był aż do swej śmierci. Zmarł w Londynie na chorobę nowotworową. Miał dwie córki.

## Dyskografia
- 1971 San Tokay b/w Sunflower (jako ERIC ELDER)
- 1972 Nowhere To Go b/w Growing Older
- 1990 Freudiana
- 1991 Black Freudiana (Soundtrack)
- 1996 Gaudi (Musical)
- 1997 Gambler (Das Geheimnis Der Karten)
- 2003 Poe: More Tales of Mystery and Imagination
- 2005 Gaudi
- 2005 Gambler
- 2007 Dancing Shadows
- 2009 The Alan Parsons Project That Never Was